# كلوريد السيانوريك
كلوريد السيانوريك هو مركب عضوي صلب أبيض اللون، له الصيغة الكيميائية 3(NCCl). يحضر في خطوتين من سيانيد الهيدروجين عبر وساطة كلوريد السيانوجين، والذي يتم تشذيبه عند درجات حرارة مرتفعة باستخدام محفز الكربون:
HCN  +  Cl2  →  ClCN  +  HCl

في عام 2005، أنتج منه ما يقارب 200 ألف طن.